# Sanella
Sanella ist eine Marke für eine Dreiviertelfett-Pflanzenmargarine, die seit 1904 auf dem Markt und seit 1905 geschützt ist. Sie wurde bis 2018 vom Unilever-Konzern produziert.
Am 15. Dezember 2017 gab Unilever den Verkauf seiner Brotaufstrich-Sparte an den Finanzinvestor KKR bekannt. KKR ordnete Sanella der Gruppe Upfield Holdings zu.

## Geschichte

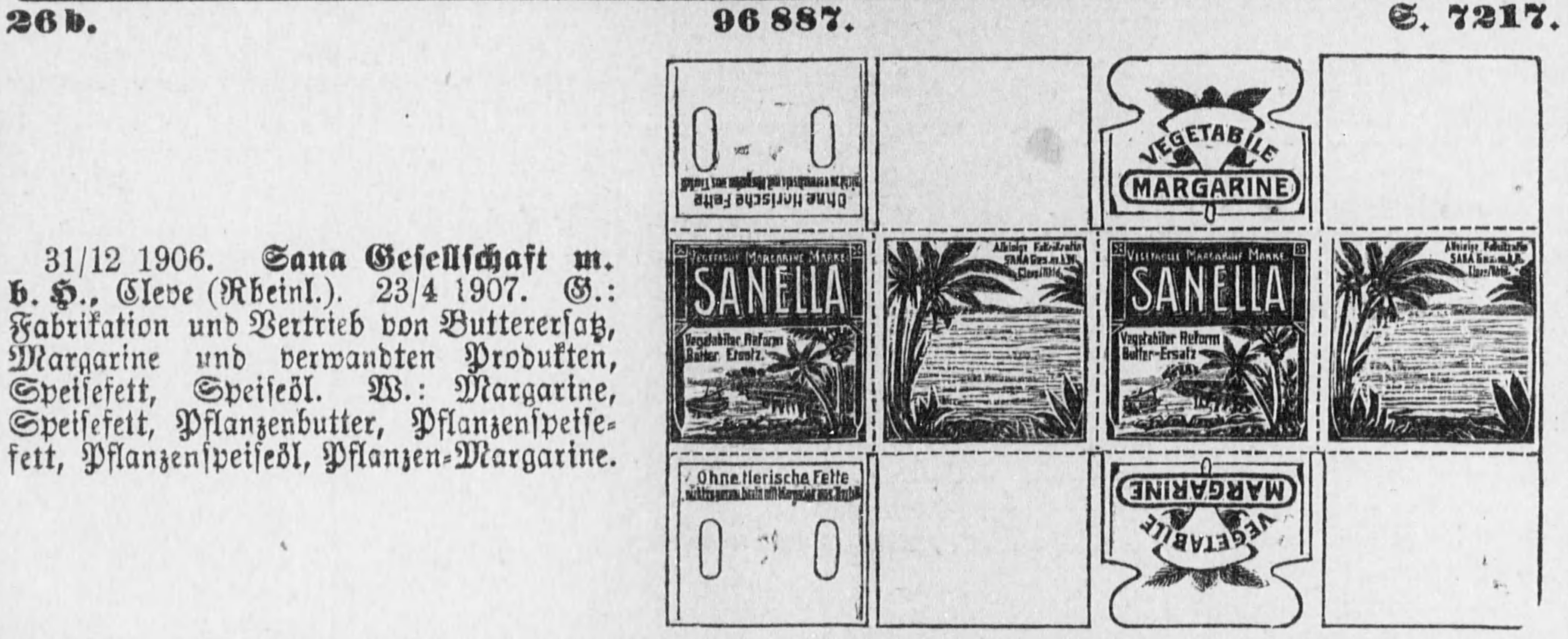
Warenzeichen 1907

### 1904 bis zum Zweiten Weltkrieg
1904 wurde Sanella von Van den Bergh in Kleve als Mandelmilch-Pflanzenbutter-Margarine eingeführt.
In der Notzeit des Ersten Weltkrieges untergegangen, wurde sie 1931 mit dem Werbespruch „Sanella – die Feine, preiswert wie keine“ in Form eines Margarinewürfels wieder auf den Markt gebracht. Sanne und Ella, zwei vorbildliche Hausfrauen, machten damals im Radio Werbung für Sanella. Nach Ausbruch des Zweiten Weltkriegs musste der Verkauf von Markenmargarinen eingestellt werden, es gab nur noch Einheitsmargarine auf Lebensmittelkarten.

### Seit 1948
1948 brachte die Margarine-Union (die deutsche Unilever-Tochter) Sanella ohne Marketingmaßnahmen als Universalmargarine wieder auf den Markt. Mit dem Beginn der 1950er Jahre wurden in Deutschland die sogenannten Sanella-Bilder gesammelt, die in Sammelalben eingeklebt werden konnten. In den 1960er Jahren lautete der Werbeslogan: „Sanella, für die feine Küche“. Seit dieser Zeit wird Sanella in Packungsgrößen von 500 g verkauft; Mitte der 1970er Jahre brachte Sanella zusätzlich die 1-kg-Stange auf den Markt. Gleichzeitig erschien das erste Backbuch von Sanella. Über viele Jahrzehnte waren die Backbücher unverändert beliebt. Im Jahr 2003 erschien das letzte in einer überarbeiteten Neuauflage. In den 1990er Jahren wurde der runde 500-g-Becher durch die eckige Form ersetzt. Diese Verpackung wird bis heute verwendet, ebenso wie der Werbeslogan „Backen ist Liebe – Sanella ist Backen“. Seit Mai 2019 trägt das Produkt den Untertitel „Rama zum Backen“. Ursprünglich sollte Sanella im Winter 2019 komplett umbenannt werden, nach Kundenprotesten hat Upfield davon aber Abstand genommen. Ende 2022 verringerte Upfield die Füllmenge einer Sanella-Packung auf 400 Gramm, ließ die Größe der Verpackung allerdings unverändert (siehe auch Mogelpackung, Shrinkflation). Das Landgericht Hamburg stellt im Februar 2024 nach einer Klage der Verbraucherzentrale Hamburg die Irreführung von Verbrauchern durch diese Verringerung der Füllmenge fest.

## Werbeslogans
- 1931: „Sanella – Die Feine, preiswert wie keine.“ Die beiden „vorbildlichen Hausfrauen“ „Sanne“ und „Ella“ machen im Rundfunk Werbung für Sanella.
- 1948: „Sanella – die Feine“
- 1960er-Jahre: „Sanella, für die feine Küche“
- bis in die 1980er-Jahre: „Sanella – damit’s noch besser schmeckt.“ „Hilde Eilers“ macht Reklame für Sanella
- seit 1990: „Backen ist Liebe – Sanella ist Backen“

## Koch- und Backbücher
In den 1970er Jahren erschienen unter dem Namen Sanella mehrere Backbücher.